# Canottaggio ai Giochi della XI Olimpiade - Due di coppia maschile
La competizione del due di coppia maschile dei Giochi della XI Olimpiade si è svolta dal 12 al 14 agosto 1936 al bacino di Grünau, Berlino.

## Risultati

### Batterie
Si sono disputate il 12 agosto. Il vincitore di ciascuna batteria in finale, i restanti al recuperi.
| Pos. | Nazione        | Atleti                       | Tempo  |
| ---- | -------------- | ---------------------------- | ------ |
| 1    | Francia        | André Giriat Robert Jacquet  | 6'46"5 |
| 2    | Polonia        | Roger Verey Jerzy Ustupski   | 6'50"0 |
| 3    | Ungheria       | Károly Bazini Egon Bazini    | 6'51"9 |
| 4    | Australia      | William Dixon Herbert Turner | 6'55"6 |
| 5    | Stati Uniti    | John Houser William Dugan    | 6'55"6 |
| 6    | Cecoslovacchia | Vladimír Vaina Josef Straka  | 7'07"2 |

| Pos. | Nazione       | Atleti                            | Tempo  |
| ---- | ------------- | --------------------------------- | ------ |
| 1    | Germania      | Willi Kaidel Joachim Pirsch       | 6'41"0 |
| 2    | Gran Bretagna | Jack Beresford Dick Southwood     | 6'44"9 |
| 3    | Svizzera      | Kurt Haas Eugen Studach           | 6'56"9 |
| 4    | Jugoslavia    | Vid Fašaić Drago Matulaj          | 7'17"7 |
| 5    | Austria       | Fritz Moser Hermann Kubik         | 7'21"1 |
| 6    | Brasile       | Adamor Gonçalves Paschoal Rapuano | 7'26"3 |

### Recuperi
Si sono disputati il 13 agosto. I primi due di ciascuna serie in finale.
| Pos. | Nazione   | Atleti                            | Tempo  |
| ---- | --------- | --------------------------------- | ------ |
| 1    | Australia | William Dixon Herbert Turner      | 7'58"8 |
| 2    | Polonia   | Roger Verey Jerzy Ustupski        | 8'02"8 |
| 3    | Ungheria  | Károly Bazini Egon Bazini         | 8'05"2 |
| 4    | Svizzera  | Kurt Haas Eugen Studach           | 8'06"2 |
| 5    | Brasile   | Adamor Gonçalves Paschoal Rapuano | 8'30"2 |

| Pos. | Nazione        | Atleti                          | Tempo  |
| ---- | -------------- | ------------------------------- | ------ |
| 1    | Gran Bretagna  | Jack Beresford Dick Southwood   | 7'48"0 |
| 2    | Stati Uniti    | John Houser William Dugan       | 8'02"8 |
| 3    | Cecoslovacchia | Vladimír Vaina Josef Straka Sr. | 8'07"2 |
| 4    | Jugoslavia     | Vid Fašaić Drago Matulaj        | 8'22"8 |
| 5    | Austria        | Fritz Moser Hermann Kubik       | 8'29"1 |

### Finale
Si è disputata il 14 agosto.
| Pos.    | Nazione       | Atleti                        | Tempo  |
| ------- | ------------- | ----------------------------- | ------ |
| Oro     | Gran Bretagna | Jack Beresford Dick Southwood | 7'20"8 |
| Argento | Germania      | Willi Kaidel Joachim Pirsch   | 7'26"2 |
| Bronzo  | Polonia       | Roger Verey Jerzy Ustupski    | 7'36"2 |
| 4       | Francia       | André Giriat Robert Jacquet   | 7'42"3 |
| 5       | Stati Uniti   | John Houser William Dugan     | 7'44"8 |
| 6       | Australia     | William Dixon Herbert Turner  | 7'45"1 |